# Hoplunnis punctata
Hoplunnis punctata is een straalvinnige vissensoort uit de familie van toveralen (Nettastomatidae). De wetenschappelijke naam van de soort is voor het eerst geldig gepubliceerd in 1915 door Regan.